# ماجد شلا
ماجد شلا (1960-) هو فنان تشكيلي فلسطيني ولد في غزة، تلقى تعليمه في الرسم والتلوين في أكاديمية دارة الفنون الجميلة بمدينة عمان، حاصل على الماجستير من جامعة سكرانتون للفنون الجميلة بالولايات المتحدة الأمريكية عام 2001، أقام مجموعة من المعارض الفردية في غزة وبيروت والولايات المتحدة الأمريكية. هو عضو مؤسس لجماعة شبابيك من غزة للفن المعاصر في فلسطين وعضو في رابطة الفنانين التشكيليين الفلسطينيين وأستاذ في برنامج الفنون في جمعية الشبان المسيحية في غزة. حائز على جائزة بينالي النيل الثقافية عام 2009.

## معارضه
ساهم ماجد في العديد من المعارض الفردية والجماعية ومنها: معرض في حضرة الطبيعة عام 2016 في غزة، الفن عبر الحدود في أمريكا عام 2014، نافذة على غزة في إيرلندا عام 2013، معرض تنفس الهواء في المركز العربي البريطاني في لندن عام 2011، صورة من غزة في بيروت عام 2004، معرض القدس في قطر عام 1997. وتقتني وزارة الثقافة الفلسطينية ودارة الفنون في الأردن ومجموعة أبو غزالة مجموعة من اعماله.